# Wilhelm Vorwerk
Wilhelm Vorwerk (* 13. Januar 1889 in Barmen; † 4. November 1967) war der zweite von drei Söhnen Adolf Vorwerks. Mit Anfang 20 trat er in das Unternehmen seines Urgroßvaters, die 1827 gegründete Barmer Teppichfabrik Vorwerk & Co., ein. Nach dem frühen Tod seines älteren Bruders wechselte er zu dem seinerzeit jungen Gummiwerk Vorwerk & Sohn auf dem Lichtenplatz, das 1935 die Gummi-Werke Fulda AG übernahm.

## Leben

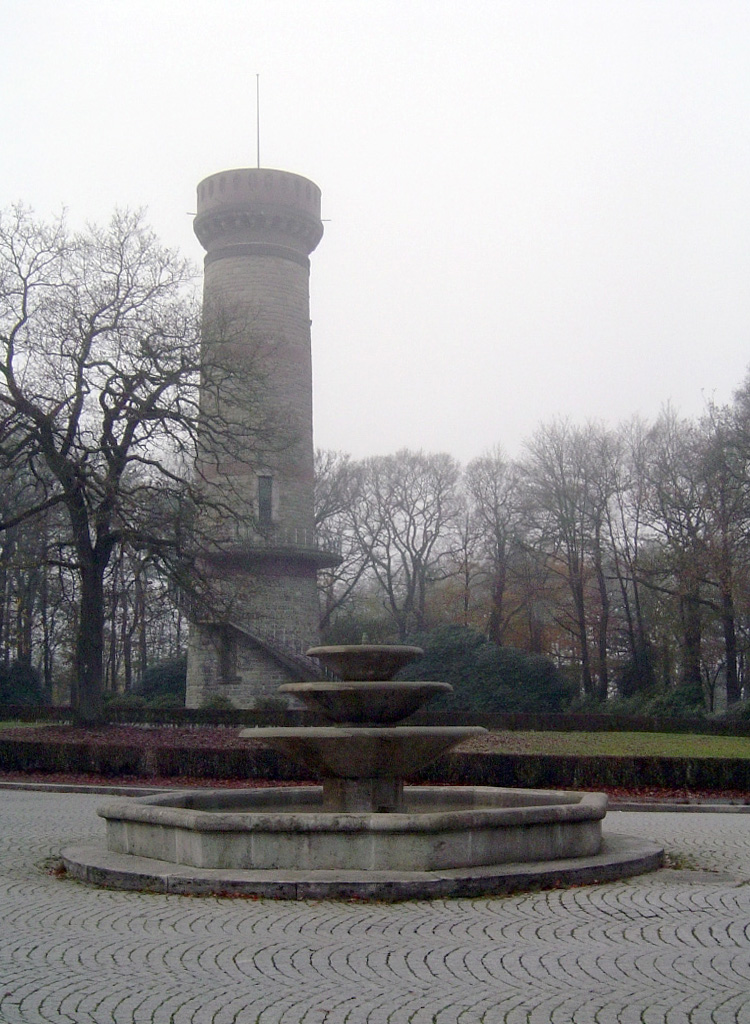
Der Brunnen beim Toelleturm war 1927 ein Geschenk der Familie Wilhelm Vorwerks anlässlich des 100-jährigen Bestehens des Unternehmens Vorwerk & Sohn.

Wilhelm Vorwerk setzte das Werk seines Vaters fort. Vor allem ist er mit dem Erhalt und der heutigen Struktur der Wuppertaler Parks eng verbunden (z. B. Vorwerkpark).
Nach dem Zweiten Weltkrieg waren die verschiedenen Werke völlig zerstört und es begann ein mühsamer Neuanfang. Zusammen mit seinem jüngeren Bruder Max (* 14. Dezember 1896) brachte Wilhelm Vorwerk die notwendige Motivation ein, um den Wiederaufbau zu vollziehen. Zu diesen Pionierleistungen zählt auch die Wiedereröffnung des Werks in Fulda, das 1962 an Goodyear verkauft wurde. Das Textilwerk wurde von Barmen nach Schwelm verlegt.
Zusätzlich zu dieser unermüdlichen Tätigkeit schaffte es Wilhelm Vorwerk auch, in überbetrieblichen Organisationen mitzuwirken. Bereits seit 1929 war Vorwerk Mitglied der Industrie- und Handelskammer Wuppertal, 1933 wurde er ihr Vizevorsitzender. 1942 schied er nach der zwangsweisen Zusammenlegung als Gauwirtschaftskammer aus diesen Ämtern aus.
Gleich nach Kriegsende 1945 betrieb er die Wiedervereinigung von Arbeitgeberverbänden, die in der Zeit des Nationalsozialismus „gleichgeschaltet“ worden waren und als Gesprächspartner für die Gewerkschaften dienen sollten, damit für beide Seiten gerechte Arbeitsbedingungen ausgehandelt werden konnten. Als Resultat gelten die sogenannten Hattenheimer Gespräche, denen dann auch die zunächst skeptischen Besatzungsmächte zustimmten.
Ebenfalls 1945 wurde die Industrie- und Handelskammer Wuppertal wiedergegründet, dessen Präsident Wilhelm Vorwerk wurde und diese ehrenamtliche Aufgabe bis 1959 innehatte. Er stand in dem Ruf hoher Kompetenz und Integrität, der weit über die Stadtgrenzen hinausreichte. 1956 wurde er zum Präsidenten des Deutschen Industrie- und Handelstags (DIHT) gewählt – als Nachfolger von Hans Leonhard Hammerbacher. 1958 legte er im Alter von 70 Jahren dieses Amt nieder, blieb aber bis zu seinem Lebensende Ehrenvorsitzender. 1959 wurde er anlässlich seines 70. Geburtstags mit dem Großen Verdienstkreuz mit Stern und Schulterband ausgezeichnet.
Neben diesen auf die Wirtschaft und den Wirtschaftsraum Wuppertal ausgerichteten Aktivitäten war Vorwerk auch sozial sehr engagiert: Ihm ist die 1937 gegründete Gemeinnützige Kleinwohnungsbau-GmbH Wuppertal, jetzt Gemeinnützige Wohnungsbau GmbH Wuppertal zu verdanken. Ihre Aufgabe war die Errichtung und die Bewirtschaftung von Arbeiterwohnungen; sie zählte bereits kurz nach ihren Anfängen zu den größten im Wirtschaftsraum Rhein/Ruhr. Auch wird sein Name im Zusammenhang mit dem Barmer Verschönerungsverein genannt, dessen Vorsitz er von 1945 bis 1967 innehatte und für den er wertvolle Arbeit leistete.

## Ehrungen
- 1954: Großes Verdienstkreuz mit Stern der Bundesrepublik Deutschland
- 1959: Großen Verdienstkreuz mit Stern und Schulterband der Bundesrepublik Deutschland
- An der Wilhelm-Vorwerk-Gedächtnisstätte am Höhenweg im Barmer Wald wurde 1971 eine Bronzetafel zu seinem Gedenken angebracht. Das von dem Bildhauer Eugen Busmann geschaffene Werk wurde von dem Barmer Verschönerungsverein finanziert.[7]